# Lagynogaster stigmatica
Lagynogaster stigmatica är en tvåvingeart som beskrevs av Hermann 1917. Lagynogaster stigmatica ingår i släktet Lagynogaster och familjen rovflugor. Inga underarter finns listade i Catalogue of Life.